# Mombasa (hrabstwo)
Mombasa – jedno z 47 hrabstw Kenii. Stolicą i jedynym miastem w hrabstwie jest Mombasa. Jest to najmniejsze hrabstwo w Kenii, zajmujące powierzchnię 294,7 km² (w tym 65 km² wód). Hrabstwo znajduje się w południowo-wschodniej części byłej Prowincji Nadmorskiej. Około jednej trzeciej ludności stanowi lud Mijikenda.
Mombasa jest najpopularniejszym miejscem turystycznym w Kenii słynącym z plaż, światowej klasy kurortów nadmorskich i o znaczeniu historycznym. Widoczne są tutaj wpływy kultury portugalskiej, arabskiej i brytyjskiej. 
Mombasa graniczy z hrabstwem Kilifi na północy, hrabstwem Kwale na południowym zachodzie i Oceanem Indyjskim na wschodzie.

## Obszar geograficzny
Hrabstwo i miasto są podzielone na cztery dywizje:
- Wyspa Mombasa – 14,1 km²
- Changamwe – 54,5 km²
- Likoni – 51,3 km²
- Kisauni – 109,7 km²

## Religia
Struktura religijna w 2019 roku wg Spisu Powszechnego:
- chrześcijaństwo – 59,9%:
  - protestantyzm – 33%
  - katolicyzm – 14,3%
  - niezależne kościoły afrykańskie – 3,9%
  - inni – 8,7%
- islam – 37,8%
- pozostali – 2,3%.